# آرثر جي. رايت
آرثر جي. رايت (بالإنجليزية: Arthur G. Wright)‏ هو موسيقي أمريكي، ولد في 15 مايو 1937، وتوفي في يوليو 2015.

## روابط خارجية
- آرثر جي. رايت على موقع IMDb (الإنجليزية)
- آرثر جي. رايت على موقع أول ميوزيك (الإنجليزية)
- آرثر جي. رايت على موقع قاعدة بيانات الفيلم (الإنجليزية)